# Хазир
Хазир (араб. الخازر‎) — река в Ираке, протекает по мухафазе Найнава. Правый приток Большого Заба. Площадь водосборного бассейна — 2900 км². Средний расход воды — 111,6 м³/с.

## Течение
Берёт начало на южном склоне хребта Пирис. Впадает в Большой Заб недалеко от населённого пункта Вардак. Высота устья — 223 м над уровнем моря.

## Притоки
- Гомиль
- Нардуш
- Роза-Шор
- Баре-Шор

## Геология бассейна
Бассейн реки Хазир считается геологически активным регионом. С севера на юг его пересекают три антиклинальных складки, что оказало значительное влияние на русло. Считается, что ранее река впадала непосредственно в Тигр, но затем устье передвинулось восточнее.

## Исторические сведения
В бассейне реки находятся раскопки поселения охотников-земледельцев Млефаат, которое датируют 10 тысячелетием до н. э. и относят к периоду преднеолита.
Позднее река входила в оросительную систему для обслуживания нужд ассирийского города Нимруд.
В эллинистический период река была известна под названием Бумелус (Boumelus) и упоминается в летописях, как место битвы Александра Македонского с персидским царём Дарием.
В августе 686 года произошла битва на реке Хазир во время восстания Аль-Мухтара ас-Сакафи, а 25 января 750 года неподалёку была битва на реке Большой Заб.
В 2014 году после бомбардировок самолётами ВС США, армия Исламского государства отступила к реке Хазир. Террористы разрушили мост, который был построен американцами в 2004 году.